# 아이돌링!!!
아이돌링!!!(アイドリング!!! 아이도린구!!![*])은 일본의 여성 아이돌 그룹이다. 그룹 이름과 같은 〈아이돌링〉이란 프로그램을 진행한다. 각 소속사에 있는 예능인 들로 구성된 아이돌 그룹이다. 오냥코클럽, 체킷코의 계승을 잇는 후지 TV 프로그램 포맷의 그룹이다.

## 발자취
2006년 10월, 오디션을 통해 9명의 예능인 이 선발되었다.
2007년 7월 11일에 첫 싱글을 발매했다.
2008년 4월 7일에 2기 멤버 9명의 예능인들이 가입했다.
2009년 4월 1일에는 AKB48와의 공동 그룹인 AKB 아이돌링!!!의 싱글이 발매됐다.
2009년 3월 25일 방송의 「아이돌링!!! 졸업 라이브 「새로운 여행 그!!!」」의 방송 종료 직전에서 3기생이 가입하는 것이 발표되었다. 오디션 영상의 얼마 안되는 시간이 방송되었지만, 각각의 얼굴은 표현할 수 있어 19~21호의 표기와 소리만을 아는 형태였다.
2009년 4월 6일, 4기생의 예능인 가입 결정.
2012년 3월 5기생의 멤버 4명의 예능인이가입했다.
2013년 1월 18일 6기생(NEO기생)의 멤버 5명이 가입했다. 2013년 11월에 4기 23호 이토 유나와 25호 고토 가오루 함께 NEO from 아이돌링!!!라는 유닛을 결성했다
2015년 10월 31일, 그룹을 해체하였다.
동년 10월 기점 멤버는 24명이다.

## 구성원

### 1기
- 6호 도노오카 에리카

2대 리더.
- 9호 요코야마 루리카

### 2기
- 12호 가와무라 유이
- 14호 사카이 히토미
- 15호 아사히 나오
- 17호 미야케 히토미

### 3기
- 19호 다치바나 유리카
- 20호 오카와 아이
- 21호 하시모토 카에데

21호 "하시모토 나츠키"와 33호 "하시모토 루카"의 작은 언니
하시모토계의 둘째

### 4기
- 22호 구라타 루카

메인댄서.
- 26호 오지마 치카

### 5기
- 27호 다카하시 쿠루미
- 28호 이시다 카렌
- 29호 다마가와 라무

### 6기 (NEO기)
- 31호 후루하시 마유

패션리더 지망생.
- 32호 세키야 마유

보컬 지망생.
- 33호 하시모토 루카

21호 "하시모토 나츠키"와 "하시모토 카에데"의 여동생
하시모토계의 막내
- 34호 사토 레나

복소코퍼레이션 소속.
- 35호 사토 미케라 와코

아버지가 브라질인.

### 7기
- 36호 아사히 루나

15호 "아사히 나오"의 여동생
- 37호 하시모토 나츠키

21호 "하시모토 카에데"와 33호 "하시모토 루카"의 큰 언니
하시모토계의 큰언니
- 38호 사카이 요시코

14호 "사카이 히토미"의 친모

### 전 구성원
- 1호 가토 사야카

2009년 3월 18일 졸업했다(활동 당시 리더).
- 2호 하세가와 루미 ※이름 개명 (활동 당시 예명 코이즈미 루미)

2009년 1월 18일에 졸업했다.
- 4호 에토 마리아

붉은 안경을 끼고 있다.
2009년 3월 18일 졸업했다.
- 5호 다키구치 미라

2009년 3월 18일 졸업했다.
- 10호 고바야시 마이아

2008년 5월 29일자로 학업과 연예 활동 병행의 어려움을 이유로 아이돌링 탈퇴 및 연예계에서 은퇴했다.
- 18호 미셸 미키 ※호주 출생, 아버지가 호주인.

2009년 3월 18일 졸업했다.
- 7호 야자와 에리카

2011년 12월 23일 졸업했다.
- 8호 폰치 ※부모가 베트남인(일본 출생의 재일베트남인).

2011년 12월 23일 졸업했다.
- 11호 모리타 스즈카

2012년 5월 30일 졸업했다.
- 24호 노모토 마나미

2012년 12월 26일 졸업했다.
- 3호 엔도 마이

2014년 2월 14일 졸업했다.
- 25호 고토 가오루

2014년 6월 7일 졸업했다.
- 16호 기쿠치 아미

2014년 11월 24일 졸업했다.
- 30호 기요쿠 레이아

2014년 12월 22일 졸업했다.
- 13호 나가노 세리나

2015년 3월 28일 졸업했다.
- 23호 이토 유나

2015년 4월 5일 졸업했다.

## 음반 목록

### 싱글
1. ガンバレ乙女(笑)/ friend (2007년 7월 11일) - 가정교사 히트맨 REBORN! 4기 엔딩송
2. ポンキッキメドレー2007 (2007년 9월 26일) - ガチャピン･ムックとアイドリング!!!
3. Snow celebration /モテ期のうた (2008년 1월 23일)
4. 告白 (2008년 7월 16일)
기무라 카에라가 타이틀 곡 작사를 담당했다.
5. 《職業：アイドル。》 (2008년 11월 19일)
6. 犯人はあなたです♡／NA·GA·RA (2008년 12월 17일) - フリフリアイドリング!!! & ギザギザアイドリング!!!
7. ベタな失恋-渋谷に降る雪／遙かなるバージンロード (2009년 1월 7일) - キュンキュンアイドリング!!! / バンバンアイドリング
8. baby blue (2009년 4월 29일)
9. 無条件☆幸福 (2009년 7월 22일)
10. 手のひらの勇気 (2009년 12월 2일) - ときめきアイドリング!!!
11. ラブマジック・フィーバー (2009년 12월 16일) - ぷよぷよアイドリング!!!
12. S.O.W.センスオブワンダー (2010년 1월 27일) - 페어리테일 2기 오프닝송
13. 目には青葉 山ほととぎす 初恋 (2010년 6월 9일)
14. プールサイド大作戦 (2010년 8월 4일)
15. Eve (2010년 11월 23일)
16. やらかいはぁと (2011년 3월 2일)
17. Don't think. Feel !!! (2011년 7월 27일) - 페어리테일 8기 엔딩송
18. MAMORE!!! (2012년 1월 18일)
19. One Up/苺牛乳 (2012년 8월 8일)
20. さくらサンキュー (2013년 2월 13일)
21. サマーライオン (2013년 8월 7일)
22. シャウト!!! (2013년 11월 13일)
23. キュピ♥ (2014년 5월 28일)
24. ユキウサギ (2014년 12월 24일)
25. Cheering You!!! (2015년 7월 15일)

### 정규 음반
1. だいじなもの (2008년 2월 27일)
2. Petit-Petit (2009년 8월 19일)
3. Sunrise (2010년 3월 3일)
4. Sisters (2011년 3월 16일)
5. GOLD EXPERIENCE (2014년 1월 18일)
6. ロデオマシーン (2015년 3월 18일)
7. SINGLE COLLECTIONグ!!! (2015년 9월 9일)

### 콤필레이션
1. 〜などあって 〜良きところで -IDOLING!!! COMPLETE BOX 2007〜2015- (2015년 9월 9일)

### DVD
- 2007.12.15 アイドリング!!! 1st Live 「もっとガンバレ乙女(笑)」at Shinagawa STELLAR BALL (2008년 6월 18일)
- 2008.3.30 アイドリング!!! 2nd Live「だいじなもの」at Shibuya AX (2008년 6월 18일)
- アイドリング!!! 3rd LIVE 決めるならこの夏っスング!!! 2008.07.05 at ZEPP TOKYO (2009년 1월 4일)
- アイドリング!!! MUSIC VIDEO COLLECTION 2007-2009 そこそこたまったんで出しちゃいますング!!! (2009년 3월 18일)
- アイドリング!!! 4th Live 何かが起こる予感がング!!! (2009년 6월 24일)
- アイドリング!!! 卒業ライブ 新たなる旅立ちング!!! (2009년 7월 1일)
- アイドリング!!! in合衆国'09 ～uRaのウラまで密着ング!!!～(2009년 10월 21일)
- アイドリング!!!はちたまライブ'09 SPRING (2009년 12월 25일)
- よしもとプリンスシアター オープン記念特別ライブ 6DAYS 人気芸人VSアイドル (2010년 3월 24일)
- アイドリング!!! 6thライブ やーっ! おーっ!! ング!!! (2010년 4월 21일)
- アイドリング!!! はちたまライブ Autumn to Christmas (2010년 5월 19일)
- アイドリング!!!7thライブ「人生=修行ナリング!!!」 (2010년 7월 7일)
- アイドリング!!! はちたまライブ '10 Winter & Audition (2010년 9월 1일)
- アイドリング!!! in 沖縄万座ビーチ2010夏〜アイドルっぽくないuRaのウラのウラまで見せちゃうング!!! URAHHH!〜 (2010년 12월 1일)
- アイドリング!!!×YGA 品はちライブ in 品川よしもとプリンスシアター&大阪NGK (2010년 12월 22일)
- TOKYO IDOL FESTIVAL 2010 (2011년 2월 9일)
- アイドリング!!! 9th LIVE ボンノウの数だけ愛がある!お正月eveング!!! (2011년 5월 18일)
- 不思議の国のアイドリング!!!～澄んだ瞳でいたいから～ (2011년 7월 20일)
- アイドリング!!! Music Video Collection2 2009-2011 (2011년 9월 21일)
- アイドリング!!! 10th LIVEかんがえるな。感じろ! GO AHEADング!!! (2011년 11월 16일)
- グアムアイドリング!!! グラビアアイドルのDVDっぽくグアムばってますグアムだけにング!!! (2011년 12월 21일)

### SD
- リゾートアイドリング!!! 遊び疲れたし甘いものでも食べよ (2010년 12월 31일)
- リゾートアイドリング!!! せっかく来たんだしさ うみへいこうよ (2010년 12월 31일)

### Blu-ray
- アイドリング!!! 3Dングでブルーレイング!!! (2010년 12월 24일)
- アイドリング!!! Music Video Collection2 2009-2011 (2011년 9월 21일)

### 멤버별 사진집/캘린더/DVD 발매 일정
폰치
- フォンチー ファースト写真集 FON FONCHI 河野 英喜 (大型本 - 2008/9/5)
- フォンチー オフィシャルカードコレクション2 TRY
- フォンチー Cam On~だいじな時間~ [DVD] 出演 フォンチー (DVD - 2008)
- フォンチー 十代からの手紙 [DVD] 出演 フォンチー (DVD - 2009)
- フォンチ一寫眞集RitualHeart (2010/3/12)
- フォンチー F ~Angel's wing~ [DVD] 出演 フォンチー (DVD - 2010/6)
- フォンチー（アイドリング） 2011年 カレンダー (カレンダー - 2010/10/27)
- フォンチー DVD『if ~ボクの妹~』 出演 フォンチー (DVD - 2010/11)

야자와 에리카
- Eri color‐エリカとの風景―谷澤恵里香1... 斉木 弘吉 (大型本 - 2007/6)
- ピュア・スマイル 谷澤恵里香 [DVD] 出演 谷澤恵里香 (DVD - 2007)
- 谷澤恵里香写真集『7番セカンド ヤザワァー』 楽満 直城 (大型本 - 2008/5/24)
- 谷澤恵里香 すみません、谷澤恵里香ください。 [2008-DVD]
- 谷澤恵里香 やざパイ・スクール [DVD] 出演 谷澤恵里香 (DVD - 2009)
- 谷澤恵里香 やざパイスタンダード [DVD] 出演 谷澤恵里香 (DVD - 2010)
- 萌ゆるッ 山ガール!! 谷澤恵里香 [DVD] 出演 谷澤恵里香 (DVD - 2010)
- 谷澤恵里香 DVD『やざパイ ティーンFINAL』 出演 谷澤恵里香 (DVD - 2010)

미야케 히토미
- 大和なでしこになりたい! [DVD] 出演 三宅ひとみ (DVD - 2009)
- 体育会系の日々 [DVD] 出演 三宅ひとみ (DVD - 2009)
- 三宅ひとみ「ひとみに映るもの」 [DVD] 出演 三宅ひとみ (DVD - 2009)
- 三宅ひとみ1st写真集 西田 幸樹 (大型本 - 2010/3/17)
- 「三宅ひとみ特集増刊号!!!」 [DVD] 出演 三宅ひとみ (DVD - 2010)

오카와 아이
- 大川藍ファースト写真集 藍 ヤングガンガン編集部 (大型本 - 2010/2/24)
- 大川藍 オフィシャルカードコレクション 藍Doll!!! BOX 特典 クリア仕様プロモーションカード(全6種類の中からランダムで1枚)(2010/4/21)
- 大川藍 ひみつの藍ランド [DVD] 出演 大川藍 (DVD - 2010)
- 大川藍/おおかわさん [DVD] 出演 大川藍 (DVD - 2010)
- 大川藍(アイドリング!!!) 2011年 カレンダー (カレンダー - 2010/10/20)
- ヒッツ!リミテッド 大川藍 トレーディングカード BOX ムービック (2010/12/11)

다치바나 유리카
- 橘ゆりか ポップコーン☆ガール[DVD] 出演 橘ゆりか (DVD - 2009)
- 橘ゆりか ゆり☆かる mix [DVD] 出演 橘ゆりか (DVD - 2010)
- 「橘ゆりかと申しますっ!!!」 橘ゆりか1st.写真集 木村 晴 (大型本 - 2010/4/25)
- 橘ゆりか たちばなし[DVD] 出演 橘ゆりか (DVD - 2010)
- 橘ゆりか（アイドリング） 2011年 カレンダー (カレンダー - 2010/10/27)
- 橘ゆりか オフィシャルカードコレクション

기쿠치 아미
- 菊地亜美 Angel Kiss~スマイルパラダイス~ [DVD] 出演 菊地亜美 (DVD - 2008)
- 菊地亜美 2009年カレンダー (カレンダー - 2008/10/27)
- 菊地亜美 Angel Kiss~あみみのスマイルパーティー~ [DVD] 出演 菊地亜美 (DVD - 2009)
- 菊地亜美 オフィシャルカードコレクション あみみらくる!!! BOX さくら堂 (2010/1/22)
- 菊地亜美 菊地亜美です!!! [DVD] 出演 菊地亜美 (DVD - 2009)
- マジカル☆スイッチ 菊地亜美 [DVD] 出演 菊地亜美 (DVD - 2010)
- 菊地亜美 ami4you~菊池じゃないよ菊地だよ。 (DVD-2010)

모리타 스즈카
- 森田涼花 15歳 すうちゃんと夏休み 出演 森田涼花 (DVD - 2007)
- HAPPYですぅ!!―森田涼花1st.写真集 斉木 弘吉 (大型本 - 2007/12)
- 森田涼花 15歳 すうちゃんと夏休み 出演 森田涼花 (DVD - 2007)
- 森田涼花 ま・ぶ・し・いっ! [DVD] 出演 森田涼花 (DVD - 2008)
- 森田涼花 ピュア・スマイル [DVD] 出演 森田涼花 (DVD - 2008)
- 森田涼花 涼花の夏物語 [DVD] 出演 森田涼花 (DVD - 2008)
- 森田涼花 2010年 カレンダー (カレンダー - 2009/9/23)
- 森田涼花 アンジェリカ [DVD] 出演 森田涼花 (DVD - 2009)
- 森田涼花 あまくち涼花 [DVD] 出演 森田涼花 (DVD - 2009)
- 森田涼花写真集「はんなり涼花」 西田幸樹 (大型本 - 2009/10/10)
- Sweet Breeze 森田涼花写真集 (サブラDVDムック) 矢西 誠二 (ムック - 2010/3/25)
- romance18 [DVD] 出演 森田涼花 (DVD - 2010)
- 森田涼花フォトブックすぅちゃんのLovely Life 森田　涼花 (単行本（ソフトカバー） - 2010/7/21)
- 森田涼花 花の島から [DVD] 出演 森田涼花 (DVD - 2010)
- 森田涼花 Driving Suzuka!!! [DVD] 出演 森田涼花 (DVD - 2010)
- 森田涼花写真集「natural18」 (ＢＯＭＢ特別編集) 中山雅文 (大型本 - 2010/12/22)
- 森田涼花（アイドリング） 2011年 カレンダー (カレンダー - 2010/10/27)
- 高田里穂写真集 『 瞬 』 西田 幸樹 (大型本 - 2010/12/5)

요코야마 루리카
- 横山ルリカ1st写真集「るりいろ」 (TOKYO NEWS MOOK) 木村 智哉 (大型本 - 2008/11/27)
- 横山ルリカ Four Seasons [DVD] 出演 横山ルリカ (DVD - 2009)
- 横山ルリカ 写真集 『RURIKA』 ヤングガンガン編集部 (大型本 - 2010/3/31)
- 横山ルリカ／Traveling [DVD] 出演 横山ルリカ (DVD - 2010)
- 横山ルリカ（アイドリング） 2011年 カレンダー (カレンダー - 2010/10/27)

아사히 나오
- ROCONAILSのTRUEがついてくる... (単行本 - 2010/7/15)

도노오카 에리카
- 外岡えりか写真集「ひまわり」 HIROKAZU (大型本 - 2007/11/27)
- 外岡えりか 1st DVD「はじまり」 出演 外岡えりか (DVD - 2008)
- 外岡えりか 1st DVD「はじまり」 出演 外岡えりか (DVD - 2008)
- 外岡えりか Refreshing [DVD] 出演 外岡えりか (DVD - 2008)
- 角川☆グラビエーター外岡えりか トノトノSmile [DVD] 出演 外岡えりか (DVD - 2009)
- 外岡えりか「Bathroomから愛をこめて」 [Blu-ray] 出演 外岡えりか (Blu-ray - 2010)
- 外岡えりか（アイドリング） 2011年 カレンダー (カレンダー - 2010/10/27)

나가노 세리나
- 長野せりな 写真集「Serina」 HIROKAZU (大型本 - 2007/12/15)
- はっぴース!―長野せりな写真集 前村 竜二 (大型本 - 2008/9)

## 파생 유닛

### NEO from 아이돌링!!!
NEO from 아이돌링!!!(NEO fromアイドリング!!! 네오프로무아이도린구!!![*])는 아이돌링!!! 멤버 중 6기(NEO기) 구성원과 4기의 이토 유나와 고토 가오루에 의해 2013년에 결성한 일본의 여성 아이돌 그룹이다. 이전 그룹명은 아이돌링 NEO(アイドリングNEO 아이도린구네오[*]).

#### 구성원

##### 6기 (NEO기)
- 31호 후루하시 마유

패션리더 지망생.
- 32호 세키야 마유

보컬 지망생. 2대 리더.
- 33호 하시모토 루카

아이돌링 21호 "하시모토 미츠키", "하시모토 카에데"의 친여동생.
- 34호 사토 레나

복소코퍼레이션 소속.
- 35호 사토 미케라 와코

브라질 하프

##### 전 구성원

###### 4기
- 23호 이토 유나

초대 리더.
- 25호 고토 가오루

###### 5기
- 28호 이시다 카렌

#### 음반 목록

##### 싱글
1. mero mero (2013년 11월 13일)
2. Sakuraホライズン (2014년 4월 2일)
3. キミといたナツ (2014년 9월 3일)
4. 無限ラビリンス (2015년 6월 26일)

### HIP♡ATTACK from 아이돌링!!!
HIP♡ATTACK from 아이돌링!!!(HIP♡ATTACK fromアイドリング!!! 힙♡어택구프로무아이도린구!!![*])는 아이돌링!!! 멤버 중 3기의 다치바나 유리카, 오카와 아이, 하시모토 카에데의 3명에 의해 2014년에 결성한 일본의 여성 아이돌 그룹이다.

#### 구성원
- 19호 다치바나 유리카
- 20호 오카와 아이
- 21호 하시모토 카에데

#### 음반 목록

##### 싱글
1. 黄金蟲 (2014년 8월 12일)

## 같이 보기
- 아이돌ING!!!